# Loděnice (zámek, okres Brno-venkov)
Zámek Loděnice se nachází u kostela svaté Markéty v obci Loděnice v okrese Brno-venkov. Je chráněn jako kulturní památka České republiky.
Samotné Loděnice patřily již od konce 12. století louckému klášteru. Loděnický kostel byl ohrazen zdí, v tomto areálu se jižně od chrámu nacházelo hospodářské sídlo, kde se rovněž mohl přechodně ubytovat loucký opat. Tato stavba byla zbořena někdy v průběhu druhé poloviny 17. století nebo v první třetině 18. století a nahradila ji barokní trojkřídlá jednopatrová rezidence premonstrátů z Louky, z níž bylo možné lávkou přejít do interiéru jižní věže kostela. Rezidence byla zřejmě vystavěna ve 30. letech 18. století (před rokem 1739), její autorství je často připisováno Christianu Alexanderu Oedtlovi. Pravděpodobně ale pochází od jiného stavitele, možná jím byl mikulovský Ignác Gravani. Loucký klášter byl zrušen v roce 1784 a od té doby je zámeček využíván jako fara.